# Твалади
Твалади (груз. თვალადი) — село в Грузии, на территории Каспского муниципалитета края (мхаре) Шида-Картли.

## География
Село находится в центральной части Грузии, на левом берегу реки Кавтуры (правый приток Куры), на расстоянии приблизительно 6 километров (по прямой) к юго-юго-востоку от города Каспи, административного центра муниципалитета. Абсолютная высота — 771 метр над уровнем моря.

## Население
По результатам официальной переписи населения 2014 года, в Твалади проживало 489 человек (236 мужчин и 253 женщины). В национальной структуре населения грузины составляли 98 %, осетины — 1,2 %, армяне — 0,2 %.
| Год  | Население, человек |
| ---- | ------------------ |
| 2002 | 554                |
| 2014 | ↘ 489              |